# Xi Columbae
Xi Columbae (61 Columbae) é uma estrela na direção da constelação de Columba. Possui uma ascensão reta de 05h 55m 29.89s e uma declinação de −37° 07′ 14.2″. Sua magnitude aparente é igual a 4.97. Considerando sua distância de 328 anos-luz em relação à Terra, sua magnitude absoluta é igual a −0.05. Pertence à classe espectral K1IIICN....